# キリスト・イエス
キリスト・イエス（ギリシア語: Χριστος Ἰησοῦς）とは、キリスト（マーシーアハ、メシーハー）の語と救い主であるイエス（イエシュア）をあわせたギリシャ語の表現で新約聖書の書簡に80回以上登場する。使徒行伝には1個所24章24節にあらわれる。書簡ではローマ8章、ピリピ1:1など。
イエス・キリストと書かれることもあるが、キリスト・イエスと書かれる時には神性が強調されているとする指摘があり、初代教会の信仰があらわされているとされる。